# Geoagiu
Geoagiu é uma cidade da Romênia localizada no distrito de Hunedoara. Conta com 5.049 habitantes.[carece de fontes?]